# Bulbul de gorja taronja
El bulbul de gorja taronja (Rubigula gularis; syn: Pycnonotus gularis) és una espècie d'ocell de la família dels picnonòtids (Pycnonotidae). És endèmic de la serralada dels Ghats Occidentals, a l'Índia. Els seus hàbitats principals són els boscos tropicals i subtropicals de frondoses secs, els boscos tropicals i subtropicals de frondoses humits de les terres baixes i de l'estatge montà, els manglars, les zones riberenques, les plantacions, els jardins rurals, les àrees urbanes i les àrees forestals fortament degradades. El seu estat de conservació es considera de risc mínim.